# كدس غرين (كورنوال)
كدس غرين (بالإنجليزية: Coad's Green)‏ هي قرية تقع في المملكة المتحدة في كورنوال.